# Parthenos tigrina
Parthenos tigrina är en fjärilsart som beskrevs av Vollenhoven 1866. Parthenos tigrina ingår i släktet Parthenos och familjen praktfjärilar. Inga underarter finns listade i Catalogue of Life.